# 伊斯巴尼亞車隊
HRT車隊（HRT Formula 1 Team），前称伊斯巴尼亞車隊，是一支西班牙的車隊。於2010年參加F1。第一位簽下的車手是布鲁诺·塞纳 ，第二位車手為卡伦·查铎。底盤由設計Dallara設計。
基地位於西班牙的莫西亞，技術中心在瓦倫西亞。首場比賽為2010年世界一級方程式錦標賽巴林。使用考斯沃斯 CA2010 引擎，底盤為Hispania F110。車隊經理為Colin Kolles。由于资金问题，车队曾寻找买家收购，最终未能参加2013年的F1赛事。

## 2010年陣容
赛季初确定的正式车手为布鲁诺·塞纳和卡伦·查铎，在英國站將布鲁诺·塞纳換成山本左近，又在德國站把布鲁诺·塞纳換回，但卡伦·查铎卻被山本左近換掉。卡伦·查铎就再也沒回來。在新加坡、巴西和阿布達比站時，山本左近被換成克里斯蒂安·克莱恩。

## 2011年陣容
由前喬丹車隊（Jordan）車手納拉因·卡蒂凱揚和前印度力量車隊（Force India F1）車手维塔托尼奥·里尤兹出賽。
第一站澳大利亚大奖赛，因為排位賽未達Q1第一名的107%（塞巴斯蒂安·维特尔1:25.296，里尤兹1:32.978，卡蒂凱揚则只有1:34.293），雖向赛事幹事提出申請，但仍被拒絕参加正赛。

## 2012年陣容
去年前半賽季出賽的車手納拉因·卡蒂凱揚留任，搭配西班牙老將佩德羅·德·拉·羅薩。不过赛季第一场澳大利亚大奖赛上，两位车手再次因为排位赛成绩没有达到107%规则而无法参加正赛。這是F1至今最後一次有車手未能晉級正賽（DNQ）。
2012年4月5日，车队宣布中国车手马青骅加入该车队的的青年车手发展计划项目。